# Frédéric de Luxembourg
Frédéric de Luxembourg (965 – 6 octobre 1019) fut comte en Moselgau. Il était fils de Sigefroid Ier, comte de Luxembourg et d'Hedwig of Nordgau (en) et d'Egisheim.

## Ascendance
D'une épouse inconnue (certains historiens donnent Ermentrude, comtesse de Gleiberg), il eut :
- Henri II († 1047), comte de Luxembourg et duc de Bavière ;
- Frederic (1003 † 1065), duc de Basse-Lotharingie ;
- Giselbert (1007 † 1059), comte de Longwy, de Salm et de Luxembourg ;
- Adalbéron III († 1072), évêque de Metz ;
- Thierry, père de :
  - Thierry († 1075),
  - Henri († 1095), comte palatin de Lorraine,
  - Poppon († 1103), évêque de Metz ;
- Ogive (v. 990 † 1036), mariée en 1012 à Baudouin IV (980 † 1035), comte de Flandre ;
- Ermengarde "Imiza" (1000 † 1057), mariée à Welf II d'Altdorf (Weingarten), comte en Lechrain († 10.03.1030) ;
- Oda, chanoinesse à Remiremont, puis abbesse de Saint-Rémy à Lunéville ;
- Gisèle (1019 † ap.1058), mariée à Radulfe, seigneur d'Alost († ap.1038).